# موزه هنر مدرن (استکهلم)
موزه هنر مُدرن (به سوئدی: Moderna Museet) موزه‌ای دولتی است که در شهر استکهلم، سوئد واقع شده‌است. این موزه دارای گنجینهٔ مهمی از آثار نقاشی هنر نوگرا و مجموعهٔ ارزشمندی از تندیسهای معاصر است.

## نگارخانه

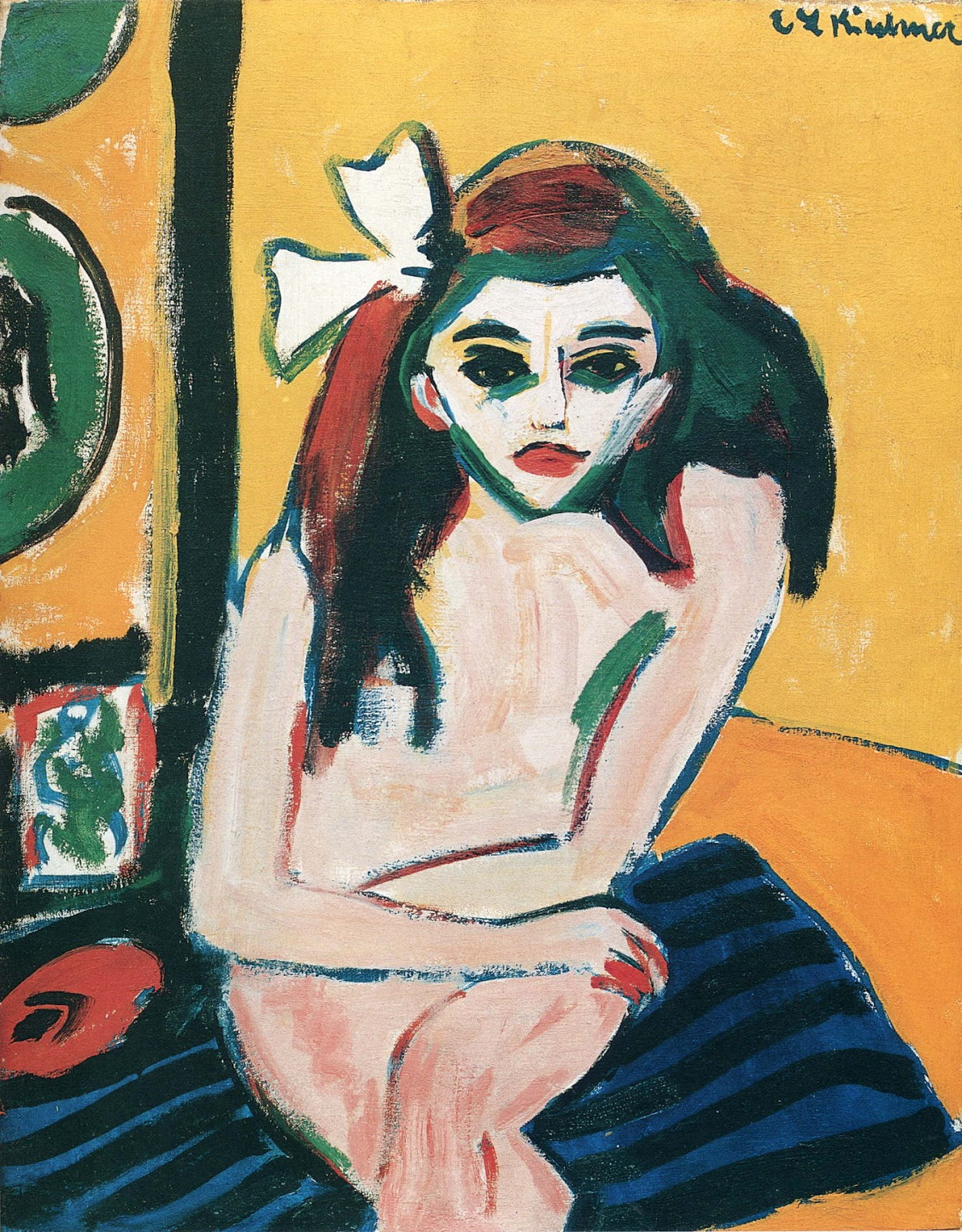
مارسلا بین ۱۹۰۹ و ۱۹۱۰ م. اثر ارنست لودویگ کیرشنر
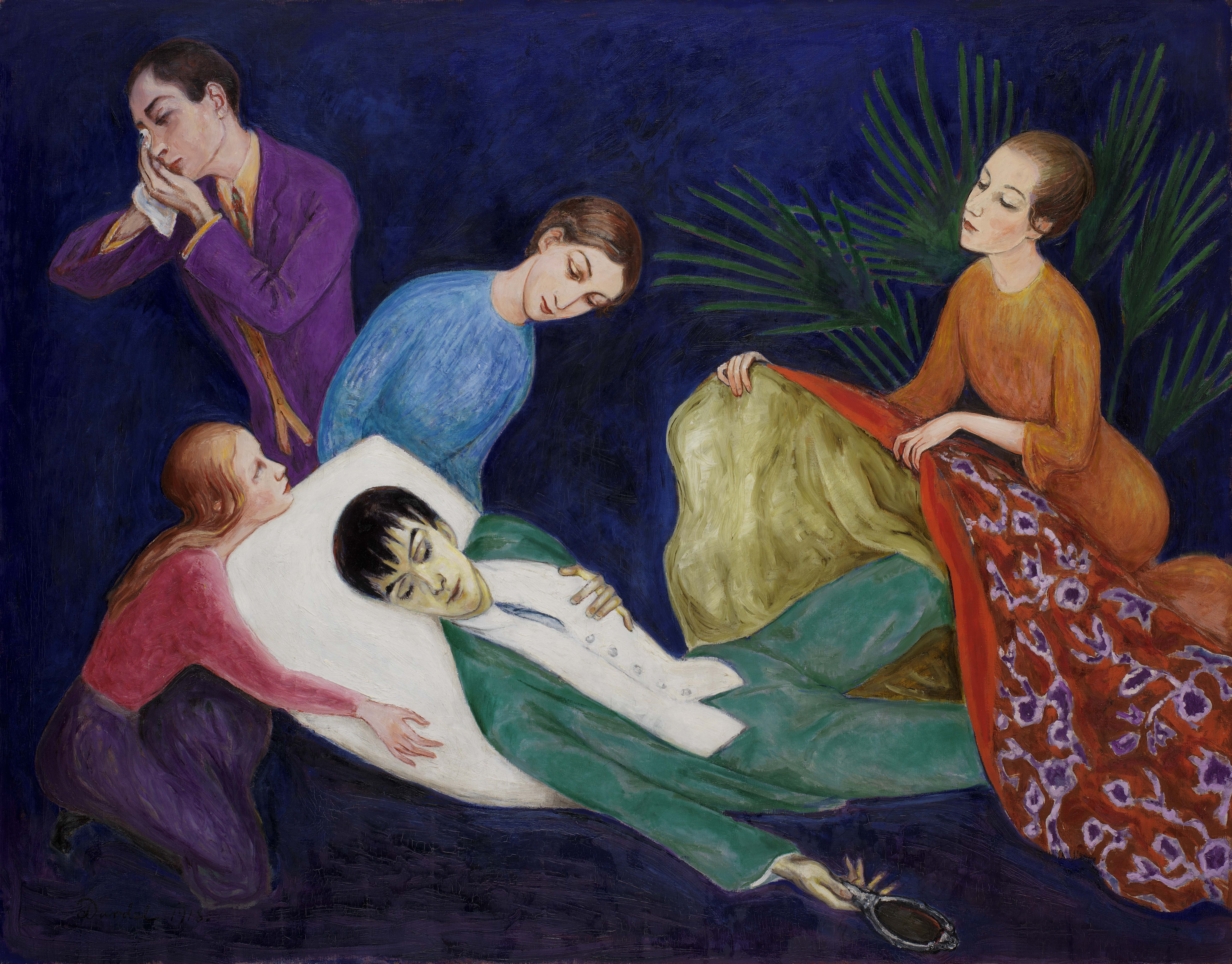
مرگ دَندی ۱۹۱۸ م. اثر نیلز داردل
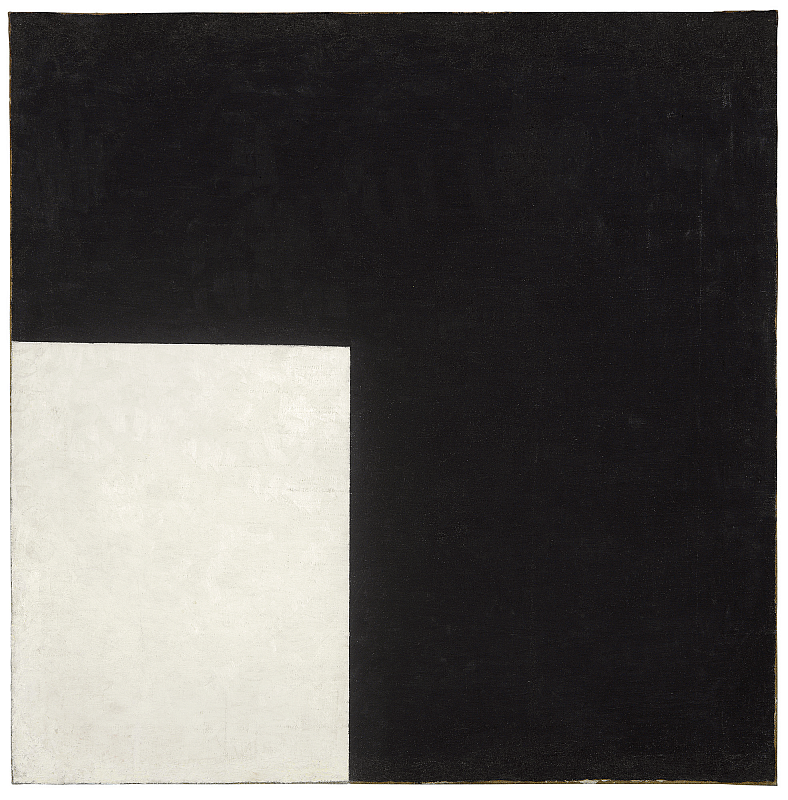
سیاه و سفید ۱۹۱۸ م. اثر کازیمیر ماله‌ویچ
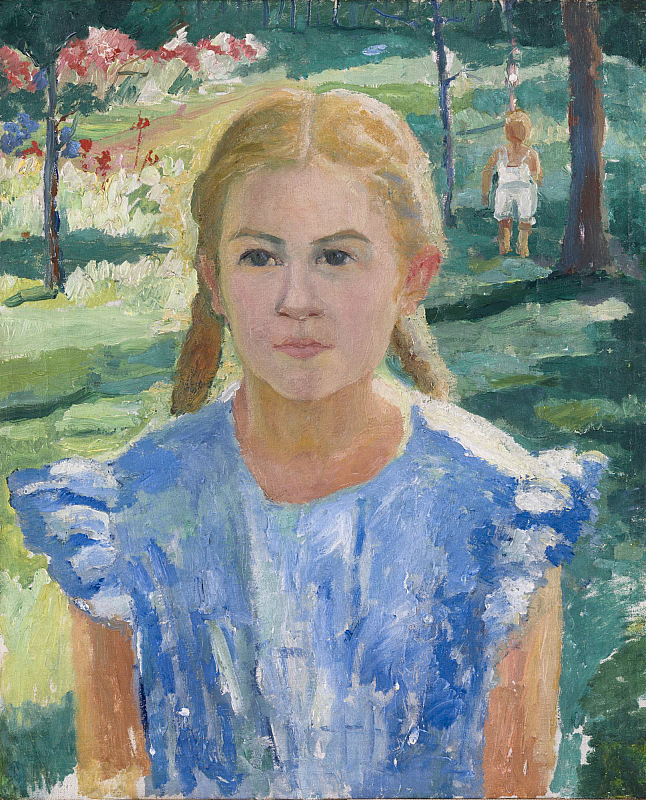
پرترهٔ اونا ۱۹۳۲ م. اثر کازیمیر ماله‌ویچ
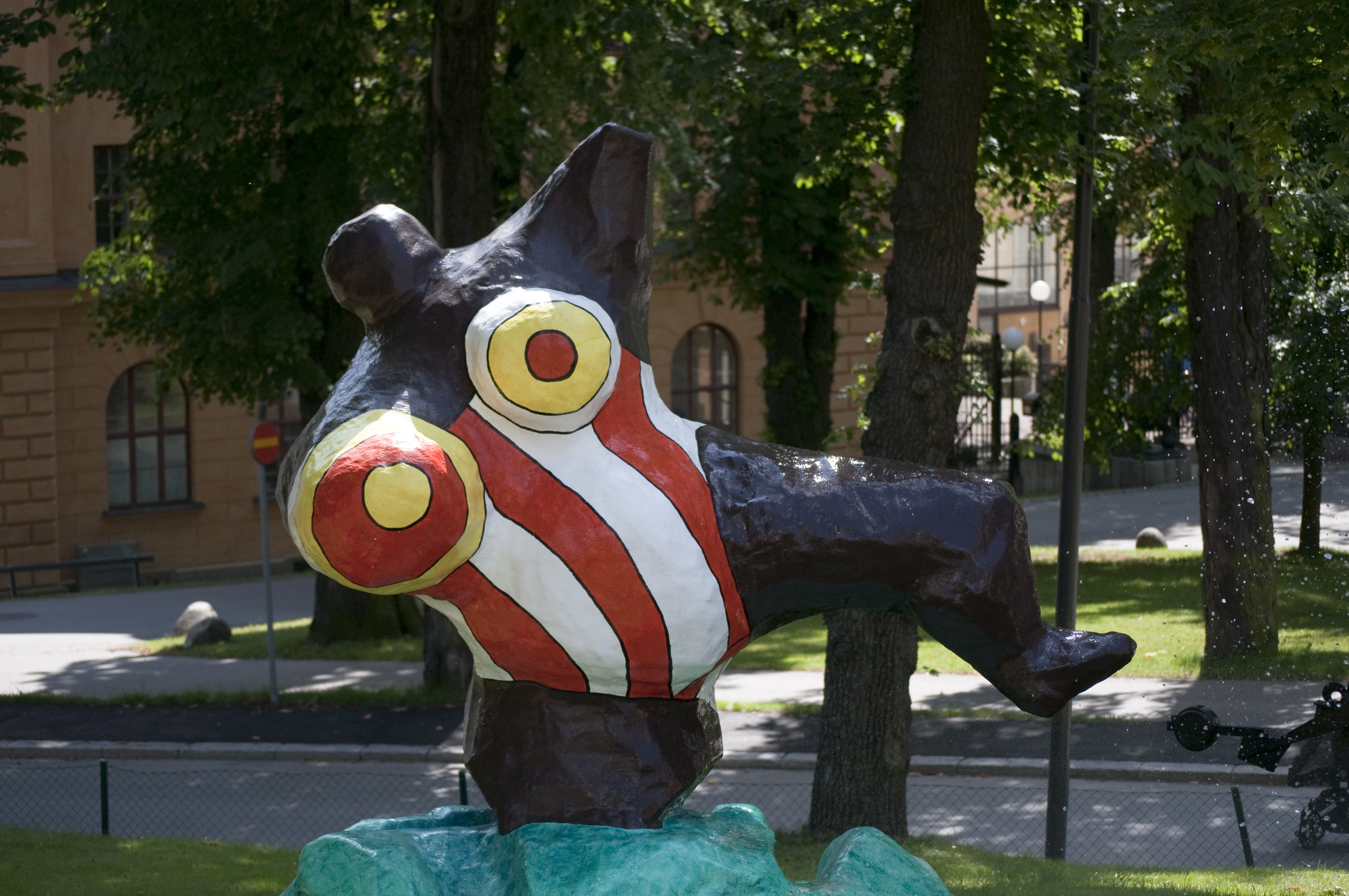
بهشت دِبش
اثر مشترک نیکی دسان فال و جین تینگوئلی